# رئوهوم
رئوهوم یا رئوهام شراب مقدسی است که از گیاه مقدسی به همین نام در ایران باستان گرفته می‌شده؛ و از این شراب در مراسم هخامنشیان در بین شاه و شاهزگان استفاده می‌شد.
واژه رئوهوم یا رئوهام یا رئوهائوم یا رُهام یک واژه به زبان اوستایی است که از دو کلمه رئو (با شکوه) و هوم یا هائوما (شراب مقدس زرتشتیان) تشکیل شده؛ که در مجموع شراب باشکوه هوم معنی می‌دهد؛ که این شراب را شاهان هخامنشی می‌نوشیدند و بعد از آن می‌رقصیدند تا به خدا نزدیکتر شوند. البته نامی ایرانی با نام رئوهام یا رُهام هم با همین واژه البته کمی تغییر یافته در شاهنامه و تاریخ ایران آمده‌است که یکی از پهلوانان ایران بود است. این پهلوان اهل باده گساری و دوستار و همنشین می و شراب بوده که مورخان به این جهت نام وی را تغییر یافته از همین واژه می‌دانند.